# Rio Dălhăuţi
O Rio Dălhăuţi é um rio da Romênia, afluente do Dilcov, localizado no distrito de Vrancea.